# Хрватско Поље
Хрватско Поље (до 1991. године Српско Поље) је насељено мјесто у сјеверозападној Лици. Припада граду Оточцу, Личко-сењска жупанија, Република Хрватска.

## Географија
Налази се око 11 км сјеверозападно од Оточца.

## Историја
Насеље се до 1991. године звало Српско Поље. У Српском Пољу је око 1660. године рођен Данило Љуботина, српски православни епископ горњокарловачки (1713-1739). (Манојло Грбић, Карловачко владичанство, Карловац 1891, књ. 1, стр. 276)

## Култура
Припада парохији Брлог у саставу Архијерејског намјесништва личког.

## Становништво
Према попису из 1991. године, насеље Српско Поље је имало 395 становника, међу којима је било 241 Срба, 151 Хрвата и 3 осталих. Према попису становништва из 2001. године, Хрватско Поље је имало 215 становника. Насеље је према попису становништва из 2011. године, имало 187 становника.
| Националност       | 1991. | 1981. | 1971. | 1961. |
| Срби               | 241   | 238   | 318   |       |
| Хрвати             | 151   | 209   | 348   |       |
| Југословени        |       | 50    | 2     |       |
| остали и непознато | 3     | 1     | 3     |       |
| Укупно             | 395   | 498   | 671   | '     |

| Демографија (Српско Поље) (Српско Поље) (Српско Поље) (Српско Поље) | Демографија (Српско Поље) (Српско Поље) (Српско Поље) (Српско Поље) | Демографија (Српско Поље) (Српско Поље) (Српско Поље) (Српско Поље) |
| Година                                                              | Становника                                                          | Становника                                                          |
| ------------------------------------------------------------------- | ------------------------------------------------------------------- | ------------------------------------------------------------------- |
| 1961.                                                               | 746                                                                 |                                                                     |
| 1971.                                                               | 671                                                                 |                                                                     |
| 1981.                                                               | 498                                                                 |                                                                     |
| 1991.                                                               | 395                                                                 |                                                                     |
| 2001.                                                               | 215                                                                 |                                                                     |
| 2011.                                                               |                                                                     | 187                                                                 |

## Попис 1991.
На попису становништва 1991. године, насељено место Српско Поље је имало 395 становника, следећег националног састава:
| Попис 1991.‍ | Попис 1991.‍ | Попис 1991.‍ | Попис 1991.‍ | Попис 1991.‍ |
| ----------- | ----------- | ----------- | ----------- | ----------- |
|             |             |             |             |             |
| Срби        | Срби        |             | 241         | 61,01%      |
| Хрвати      | Хрвати      |             | 151         | 38,22%      |
| непознато   | непознато   |             | 3           | 0,75%       |
| укупно: 395 |             |             |             |             |